# シカンブル
シカンブル（欧字名:Sicambre、1948年 - 1975年）は、フランスの競走馬及び種牡馬。主な勝ち鞍にグランクリテリウム、ジョッケクルブ賞、パリ大賞など。
種牡馬としては1966年には仏リーディングサイアーに輝いたほか、日本でもカブラヤオーやタニノムーティエなど数多くの子孫が活躍した。

## 経歴
シカンブルは1948年に馬主Jean SternのHaras de Saint Pair du Montで生まれ、Max Bonaventureのもとで調教されることとなった。父はプール・デッセ・デ・プーランの勝ち馬で、仏リーディングサイアーのプリンスビオである。牝系からは同期でプール・デッセ・デ・プーランに勝つFree Manやメジロティターンの母の父、つまりメジロ牧場の基礎牝馬の1頭シェリルの父として知られるスノッブが出ている。

### 競走馬時代
2歳となった1950年、6月にルトランブレーのローナ賞(1000m)でデビュー勝ちすると、続く7月のメゾンラフィットのサルタム賞(1200m)も勝ち連勝を飾る。しかし、8月のドーヴィルのモルニ賞(1200m)ではSanguineを差しきれずに半馬身遅れて敗戦を喫した。その後、フランスの最重要2歳レースである10月のロンシャンのグランクリテリウム(1600m)ではロベールパパン賞の勝ち馬Pharsaleを首差抑えて1.41.16の勝時計で優勝した。
3歳となった1951年にはプール・デッセ・デ・プーランには向かわず、4月のギシュ賞(2000m)をLe Tyrolに6馬身差、グレフュール賞(2100m)をMat de Cocagneに2馬身差、5月のオカール賞(2400m)をルヴァンに3馬身差とロンシャンの中距離重賞を3連勝して、フランスのダービーにあたるジョッケクルブ賞へと向かった。ジョッケクルブ賞(2400m)でもプール・デッセ・デ・プーラン優勝のFree Manに1馬身をつけて2.35.1の勝時計で優勝すると、パリ大賞(3000m)でもラヴァンダンの全兄Lavaredeに首差で3.29.4の勝時計で優勝し、この年のタイムフォームレイティングでは135のレイティングを得た。

### 種牡馬時代
競走馬引退後の1952年にサンペールデュモン牧場(Haras de Saint Pair du Mont)で種牡馬となり、1975年に27歳で亡くなるまでJean Sternのもとを離れなかった。種牡馬成績も優秀で、特に4頭の欧州オークス馬を輩出するなどクラシックに強く、1966年には仏リーディングサイアーに輝いた。
また、母の父としてもダービー馬シーバードやクリスタルパレスなどを輩出している。セルティックアッシュ、ファラモンド、シーフュリュー、ムーティエ、ダイアトムらの産駒は日本に種牡馬として輸出され、カブラヤオー、アサデンコウ、タニノムーティエ、ニホンピロムーテー 、カミノテシオ、クシロキングなどが活躍した。

## 主な産駒
- Sicarelle(FR,1953) - 1956年オークス
- Shantung(1956) - 1959年ダービー3着
- フアラモンド(FR,1957) - 1959年モルニ賞
- Tiziano(GB,1957) - 1960年伊セントレジャー
- セルティックアッシュ(1957) -  1960年ベルモントステークス
- Hermieres(FR,1958) - 1961年ディアヌ賞
- Ambergris(FR,1958)	1961年愛オークス
- ムーテイエ(FR,1958) - 1961年仏ダリュー賞、オカール賞
- Belle Sicambre(FR,1961) - 1964年ディアヌ賞
- Cambremont(FR,1962) - 1965年プール・デッセ・デ・プーラン
- ダイアトム(GB,1962) - 1965年ワシントンD.C.インターナショナル、1966年ガネー賞
- Roi Dagobert(FR,1964) - 1967年リュパン賞、グレフュール賞、ノエル賞
- Novius(FR,1969) - 1972年ドーヴィル大賞典

### ブルードメアサイアーとしての主な産駒
- Sea Bird(FR,1962) - 1965年ダービー、凱旋門賞
- Lagunette(FR,1973) - 1976年愛オークス
- Shafaraz(FR,1973) - 1980年カドラン賞
- クリスタルパレス(FR,1974) - 1977年ジョッケクルブ賞
- Lightning(FR,1974) - 1977年イスパーン賞
- Montorselli(IRE,1974) - 1977年ローマ賞
- Reine de Saba(FR,1975) - 1978年ディアヌ賞
- Jalmood(USA,1979) - 1983年イタリア共和国大統領賞

## 血統表
| シカンブル(Sicambre)の血統（プリンスローズ系＞プリンスビオ系 / Rabelais M3×M4、Perth M4×S5） | シカンブル(Sicambre)の血統（プリンスローズ系＞プリンスビオ系 / Rabelais M3×M4、Perth M4×S5） | シカンブル(Sicambre)の血統（プリンスローズ系＞プリンスビオ系 / Rabelais M3×M4、Perth M4×S5） | （血統表の出典）          | （血統表の出典） |
| 父 Prince Bio 1941 鹿毛 フランス                                                             | 父の父Prince Rose 1928 鹿毛 イギリス                                                         | Rose Prince                                                                                  | Prince Palatine           | Prince Palatine  |
| 父 Prince Bio 1941 鹿毛 フランス                                                             | 父の父Prince Rose 1928 鹿毛 イギリス                                                         | Rose Prince                                                                                  | Eglantine                 |                  |
| 父 Prince Bio 1941 鹿毛 フランス                                                             | 父の父Prince Rose 1928 鹿毛 イギリス                                                         | Indolence                                                                                    | Gay Crusader              | Gay Crusader     |
| 父 Prince Bio 1941 鹿毛 フランス                                                             | 父の父Prince Rose 1928 鹿毛 イギリス                                                         | Indolence                                                                                    | Barrier                   |                  |
| 父 Prince Bio 1941 鹿毛 フランス                                                             | 父の母Biologie 1935 栗毛 フランス                                                            | Bacteriophage                                                                                | Tetratema                 | Tetratema        |
| 父 Prince Bio 1941 鹿毛 フランス                                                             | 父の母Biologie 1935 栗毛 フランス                                                            | Bacteriophage                                                                                | Pharmacie                 |                  |
| 父 Prince Bio 1941 鹿毛 フランス                                                             | 父の母Biologie 1935 栗毛 フランス                                                            | Eponge                                                                                       | Cadum                     | Cadum            |
| 父 Prince Bio 1941 鹿毛 フランス                                                             | 父の母Biologie 1935 栗毛 フランス                                                            | Eponge                                                                                       | Sea Moss                  |                  |
| 母 Sif 1936 黒鹿毛 フランス                                                                  | 母の父Rialto 1923 栗毛 フランス                                                              | Rabelais                                                                                     | St. Simon                 | St. Simon        |
| 母 Sif 1936 黒鹿毛 フランス                                                                  | 母の父Rialto 1923 栗毛 フランス                                                              | Rabelais                                                                                     | Satirical                 |                  |
| 母 Sif 1936 黒鹿毛 フランス                                                                  | 母の父Rialto 1923 栗毛 フランス                                                              | La Grelee                                                                                    | Helicon                   | Helicon          |
| 母 Sif 1936 黒鹿毛 フランス                                                                  | 母の父Rialto 1923 栗毛 フランス                                                              | La Grelee                                                                                    | Grignouse                 |                  |
| 母 Sif 1936 黒鹿毛 フランス                                                                  | 母の母Suavita 1928 黒鹿毛 フランス                                                           | Alcantara                                                                                    | Perth                     | Perth            |
| 母 Sif 1936 黒鹿毛 フランス                                                                  | 母の母Suavita 1928 黒鹿毛 フランス                                                           | Alcantara                                                                                    | Toison d'Or               |                  |
| 母 Sif 1936 黒鹿毛 フランス                                                                  | 母の母Suavita 1928 黒鹿毛 フランス                                                           | Shocking                                                                                     | Rabelais                  | Rabelais         |
| 母 Sif 1936 黒鹿毛 フランス                                                                  | 母の母Suavita 1928 黒鹿毛 フランス                                                           | Shocking                                                                                     | Saperlipopette (F-No.7-e) |                  |

- 半姉Fantineの産駒に同期でプール・デッセ・デ・プーランのFree Man、全妹でペネロープ賞勝ち馬のSenonesの産駒に1969年仏リーディングサイアーのスノッブがいる。
- 母父リアルトはイスパーン賞・ドラール賞・フォルス賞などの勝ち馬。凱旋門賞でもカンタールの２着に入った。